# Новопокровка (Липецкая область)
Новопокровка — деревня в Задонском районе Липецкой области России. Входит в состав Ольшанского сельсовета.

## История
Название деревни связано с расположенной на её территории Покровской церковью. До 1923 года Новопокровка входила в состав Землянского уезда Воронежской губернии.

## Географическое положение
Деревня расположена на Среднерусской возвышенности, в южной части Липецкой области, в южной части Задонского района, восточнее реки Кобылья Снова. Расстояние до районного центра (города Задонска) — 23 км. Абсолютная высота — 143 метра над уровнем моря. Ближайшие населённые пункты — деревня Петрово, деревня Алексеевка, деревня Заря, деревня Писаревка, село Ольшанец, посёлок Освобождение, село Архангельское, деревня Котлеевка, село Верхняя Колыбелька, село Каменка.

## Население
| 1859 | 2010 |
| ---- | ---- |
| 574  | ↘31  |

По данным Всероссийской переписи, в 2010 году численность населения деревни составляла 31 человека (12 мужчины и 19 женщин).

## Достопримечательности
В деревне расположена возведённая в 1786 году и частично разрушенная ныне православная церковь Покрова Пресвятой Богородицы.